# FK Slavoj Vyšehrad
FK Slavoj Vyšehrad ist ein tschechischer Fußballklub aus Prag.
Jahrelang war der Verein in oberen Amateur-Ligen Tschechiens vertreten. Nach drei Spielzeiten in der dritthöchsten tschechischen Liga, der ČFL, spielte die 1. Herrenmannschaft 4 Jahre lang nur viertklassig, bis im Jahr 2014 der Wiederaufstieg gelungen ist. Gleich in der Aufstiegssaison belegte das Team einen 4. Platz. Da sich die ersten drei Mannschaften nicht für die Möglichkeit zum Aufstieg in die 2. Liga gemeldet hatten, ist der FK Slavoj im Jahr 2015 erneut aufgestiegen und spielte in der Saison 2015/2016 in der zweithöchsten tschechischen Liga, worauf postwendend der Abstieg als Tabellenletzter folgte. Nach drei Jahren Drittklassigkeit steht am Ende der Saison 2018/19 der sportliche Wiederaufstieg in die 2. tschechische Liga.
Seine Heimspiele trägt der FK im Prager Stadtviertel Nusle (administrativ zu Prag 4 gehörend) am Fuße der mittelalterlichen Burganlage Vyšehrad aus. Die späteren tschechischen Nationalspieler Zdeněk Hruška, Marek Kincl und Petr Kouba spielten hier in ihrer Jugend.
Der FK Slavoj Vyšehrad ist nicht zu verwechseln mit dem 1909 gegründeten SK Slavoj Prag.

## Trainer
- Dušan Uhrin junior (1994–1997)
- Jan Berger senior (2009)

## Saisonergebnisse
- 2009/10: 3. Liga – 17. Platz (Abstieg)
- 2010/11: 4. Liga – 3. Platz
- 2011/12: 4. Liga – 7. Platz
- 2012/13: 4. Liga – 2. Platz
- 2013/14: 4. Liga – 2. Platz (Aufstieg)
- 2014/15: 3. Liga – 4. Platz (Aufstieg)
- 2015/16: 2. Liga – 15. Platz
- 2016/17: 3. Liga – 13. Platz
- 2017/18: 3. Liga – 14. Platz
- 2018/19: 3. Liga – 1. Platz (Aufstieg)